# Борис II
Вижте пояснителната страница за други личности с името Борис.
Борѝс II е български цар, управлявал България от 969 до 971 г.

## Произход. Византийски заложник
Той е първороден син на цар Петър I и царица Ирина Лакапина.
Заедно с брат си Роман през 966 г. (963)  е даден като заложник във Византия, откъдето през 969 г., след смъртта на цар Петър, братята се завръщат в България. –(Съществуват спорове за датировката. Обикновено се счита, че малко след смърта на цария Мария - Ирина около 15 август 963 България подновява мирния договор с Византия и изпраща Борис и Роман като заложници. Това обаче не кореспондира с твърдението на Скилица, че те престояват малко време в Константинопол)  Междувременно Петър обмисля династичен брак на две български принцеси с престолонаследниците Василий II и Констатин VII. Той умира и династичният брак не се осъществява, но двете български аристократки пристигат в Константинопол през декември 969 Възможно е те да се заменили като заложници Борис и Роман, които се завръщат в България веднага след смъртта на Петър (30 януари 969).

## Управление
Борис II става цар на българите в много сложна обстановка. От север нахлуват русите.  Българи и руси се сблъскват при  Преслав. Българите първоначално имат надмощие, но русите успяват да надвият.  Цар Борис и брат му Роман отново стават пленници - този път на Светослав. Впоследствие княз Светослав превзема и Пловдив. Той нарежда да набият на кол 20 000 българи, жители на града и околностите. след което се отправя към Югоизточна Тракия. Междувременно, през 969 г., византийският император Никифор II Фока е убит и на престола се възкачва Йоан I Цимиски. Новият император прави опит да се помири с княза, но Светослав налага неизпълними ултиматуми (ромеите да откупят покорените български градове или да се изнесат от Европа в Азия.)  При това положение преговорите се провалят. Борис II, който формално все още управлява България изпраща на русите помощни войски срещу Византия.  (по това време има руски гарнизон от 800 бойци в Малки Преслав), Светослав получава подкрепления и от другите си съюзници (маджари и печенеги) и навлиза в Източна Тракия с 30 000/ 38 000 армия. "Повесть временных лет" съобщава че армията на русите е 10 000 души , въпреки че Светослав съобщава на ромеите двойно число.  Някои учени заключават, че бройката до 30 000/38 000 души се допълва от съюзените печенеги и маджари. (Зонара съобщава фантастично число от  330 000 руси, печенеги и маджари, но то  очевидно е силно преувеличено). В отговор   византийския пълководец Варда Склир събира 10 000/12 000 бойци/. През лятото на 970 г. при крепостта Аркадиопол (дн. Люлебургас при Одрин) войските на Светослав са разбити от ромеите.  Изпървом Варда разбива конницата на печенегите и маджарите, а после - и русите. Така Светослав е принуден да се оттегли обратно на север от Стара планина 
През пролетта на 971 г. василевсът се насочва към Преслав. След тежка битка с руско-българската войска императорът превзема българската столица (5 април 971 г.). Той първоначално  признава Борис за господар на българите и заявява, че целта му е само да освободи българските земи от русите. След това се насочва към Дръстър, където се помещават последните части от войските на Киевска Рус.  Светослав дава сражение на Цимисхий, което завършва без явен победител. Скоро след това Светослав нарежда да убият  300 българи и да оковат още 20 000 българи. Той счита че българите са в съглашателство с ромеите и допуска, че кроят бунт. Междувременно византийската флота дебаркира пред Дръстър. След тримесечна обсада  Светослав се съгласява да се оттегли и да изостави балканските си завоевания. След това Йоан Цимисхий нарежда да се ограби  съкровищницата на Преславска България. Стената на Велики Преслав е поправена, а градът е наречен Йоанопол в чест на новия владетел.

Императорът отвежда Борис и Роман отново в Константинопол, където на площада пред всички нарежда на Борис да свали символите на властта. Борис получава титлата магистър, давана на висшите сановници във Византийската империя. След този акт Йоан Цимисхий счита българската територия за свое владение. Освен Северна България и Тракия, под византийска власт са поставени и някои югозападни части от българската държава, намиращи се до Беломорието. Западните и югозападните български територии остават свободни. След пленяването на Борис II те преминават под управлението на синовете на комит Никола – Давид, Мойсей, Арон и Самуил. 

## Следващи години
През 977 г. Борис II и Роман бягат от Константинопол, но на границата Борис, облечен във византийски дрехи, е убит по погрешка от българската гранична стража.

## Брак и потомство
До нас не е достигнало името на съпругата на цар Борис II. Известно е, че той не е имал мъжки наследник, а няколко дъщери. Френският историк и генеалог Кристиан Сетипани допуска, че е възможно Мария, съпругата на цар Йоан Владислав, също да е дъщеря на цар Борис II.